# Родові травми (Доктор Хаус)
«Родові травми» (англ. Birthmarks)  — четверта серія п'ятого сезону американського телесеріалу «Доктор Хаус». Прем'єра епізоду проходила на каналі FOX 14 жовтня 2008. Доктор Хаус і його нова команда мають врятувати дівчину, яка не знала, що її біологічні батьки хотіли її вбити.

## Сюжет
Молода дівчина Ніколь приїжджає до Китаю, щоб зустрітися зі своїми рідними батьками, які віддали її багато років тому. Після холодного прийому дівчина вирішує провести молитву. Вона піднімає Будду і в неї починається блювання з кров'ю. До лікарні в США прийомні батьки пацієнтки приносять речі, які вони знайшли у її квартирі. Хаус помічає корінь солодки, а це вказує, що китайські лікарі лікували дівчину від атипової пневмонії. Хаус вважає, що вони не зовсім вилікували її, а тому наказує почати повторне лікування. Проте невдовзі у пацієнтки виникає тахікардія і починає відмовляти печінка, отже це не пневмонія.
Чейз видаляє тромб у печінковій вені. Команда вважає, що у Ніколь якась генетична хвороба, тому беруть аналіз крові. Згодом у дівчини починається кровотеча і команда розуміє, що у неї, можливо, рак. Через відсутність Хауса, Форман наказує зробити КТ. На знімку команда помічає велике новоутворення. Невдовзі вони здогадуються про жовчні камені, проте у катетер дівчини потрапляє багато крові. Через погіршення стану печінки команда відмовляється від версії з каменями. Хаус радить зробити ЕХО, так як вважає, що в організмі пацієнтки багато новоутворень. Процедура виявила зернисту пухлину в лівому передсерді, проте Хаус думає, що це не пухлина, а новоутворення від великої кількості заліза. Команда намагається зробити МРТ, але дівчину знову починає нудити, а Хаус телефонує провіднику Ніколь, що був з нею в Китаї. Чоловік розповідає йому, що її батьки не прийняли її і сказали, що в них немає дочки. Хаус здогадується, що біологічні батьки дівчинки намагалися вбити її.
В ті часи у Китаї можна було народжувати лише одну дитину. Можливо, Ніколь стала другою і батьки мали її вбити. На рентгені черепу команда і Хаус бачать шпильки, які були у голові пацієнтки все її життя. В Китаї дівчина підняла Будду з магнітом (китайці вірять в традицію, що якщо піднімеш скульптуру Будди двічі, кожен раз загадуючи бажання, воно здійсниться. Але щоб дурити людей, деякі монахи вмонтовують в будду магніт, і вдруге його підняти неможливо), який спричинив зсув однієї шпильки. Вона натиснула на центр мозку, який передав сигнал кровоносним судинам тонкого кишечнику і спричинив кровотечу.

## Цікавинки
- Батько Хауса помирає і Кадді з Вілсоном насильно відвозять сина на похорон батька. Хаус розповідає Вілсону, що померлий не його біологічний батько. На церемонії поховання Хаус бере шматочок плоті свого не біологічного батька і робить аналіз ДНК. Вони справді не рідні батько й син.